# Riso con pollo all'hainanese
Il riso con pollo all'hainanese (in cinese: 海南雞飯T, 海南鸡饭S, Hǎinán jī fànP; in thailandese ข้าวมันไก่, khao man kai; in malese e indonesiano: nasi ayam Hainan; in giavanese: sega pitik Hainan; in vietnamita: cơm gà Hải Nam) è un piatto di riso in bianco condito, servito con salsa al peperoncino e di solito con cetriolo. È una rielaborazione del "pollo alla Wenchang", pietanza tipica dell'Hainan, fatta da emigrati di questa provincia cinese. Viene considerato il piatto nazionale della cucina singaporiana e trova larga diffusione anche in altri paesi del Sud-est asiatico come l'Indonesia, la Malesia e la Thailandia. Nel 2018 è stato inserito dalla CNN tra i 50 migliori piatti del mondo.

## Storia
Il piatto è stato creato da emigranti nel Sud-est asiatico provenienti dall'Hainan, provincia insulare nel sud della Cina. Trae le sue origini dal "pollo alla Wenchang" (文昌雞S), uno dei quattro importanti piatti dell'Hainan risalenti alla dinastia Qin, che viene preparato utilizzando i polli di Wenchang, una razza speciale tipica della città omonima. Gli emigranti di Hainan rielaborarono la pietanza di Wenchang aggiungendo gli aromi della cucina locale.
Quasi tutti i paesi asiatici dove è presente una comunità di emigranti cinesi presentano una versione di questo piatto. È stata definita una pietanza che traccia la storia di 150 anni di emigrazione dall'isola di Hainan a Singapore e alla Malesia, dove prende il nome di "riso con pollo all'hainanese" (nasi ayam Hainan), al Vietnam, dove è chiamato "riso con pollo dell'Hai Nam" (cơm gà Hải Nam), e alla Thailandia, dove è noto come "riso al grasso di pollo" (khao man kai)."

### A Singapore
Negli anni Venti, il venditore ambulante Wang Yiyuan aveva cominciato a vendere a Singapore palle di riso con pollo avvolte in foglie di banana. Il riso con pollo all'hainanese fu inizialmente diffuso a Singapore tra la parte più povera della popolazione. I primi ristoranti dedicati alla pietanza furono inaugurati con l'occupazione giapponese durante la seconda guerra mondiale, dopo che i britannici erano stati costretti a fuggire e la loro servitù cinese era rimasta senza fonte di guadagno. Uno dei primi ad aprire fu Yet Con, ma il piatto divenne popolare negli anni Cinquanta grazie al ristorante Swee Kee di Moh Lee Twee, al quale si deve la creazione del piatto secondo quanto riportato dal gastronomo di Hong Kong Chua Lam. Il riso con pollo hainanese divenne uno dei piatti nazionali di Singapore. Nell'agosto 2021, in occasione della festa nazionale del 9 agosto, un negozio McDonald's di Singapore lanciò un hamburger con pollo all'hainanese, derivato dal piatto.

### Disputa sulla paternità del piatto
Nel 1965, Singapore fu espulso dalla Federazione della Malesia e si rese indipendente, e da quel momento nacque una disputa tra i due paesi sulla paternità del piatto. Nel 2009, il ministro del Turismo malese Ng Yen Yen affermò che il riso con pollo all'hainanese era unicamente malese e che la paternità del piatto era stata sottratta alla Malesia a torto da altri stati. In seguito il ministro ebbe a dire di essere stata fraintesa, annunciando che sarebbe stato fatto uno studio sulle origini del piatto e che si sarebbe scusata nel caso le sue affermazioni fossero risultate errate.

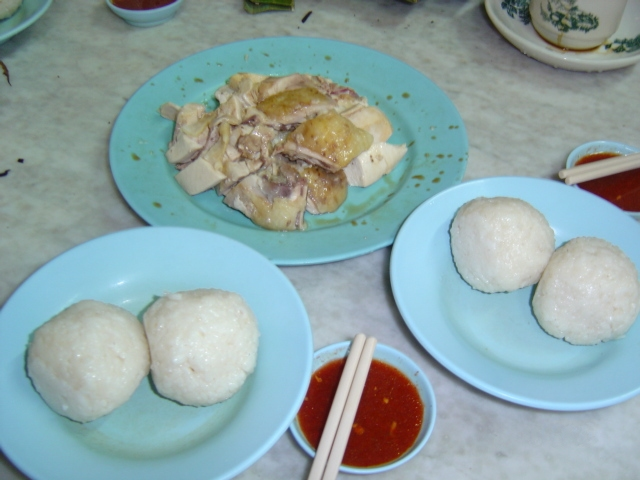
Palle di riso con pollo, variante malese del piatto

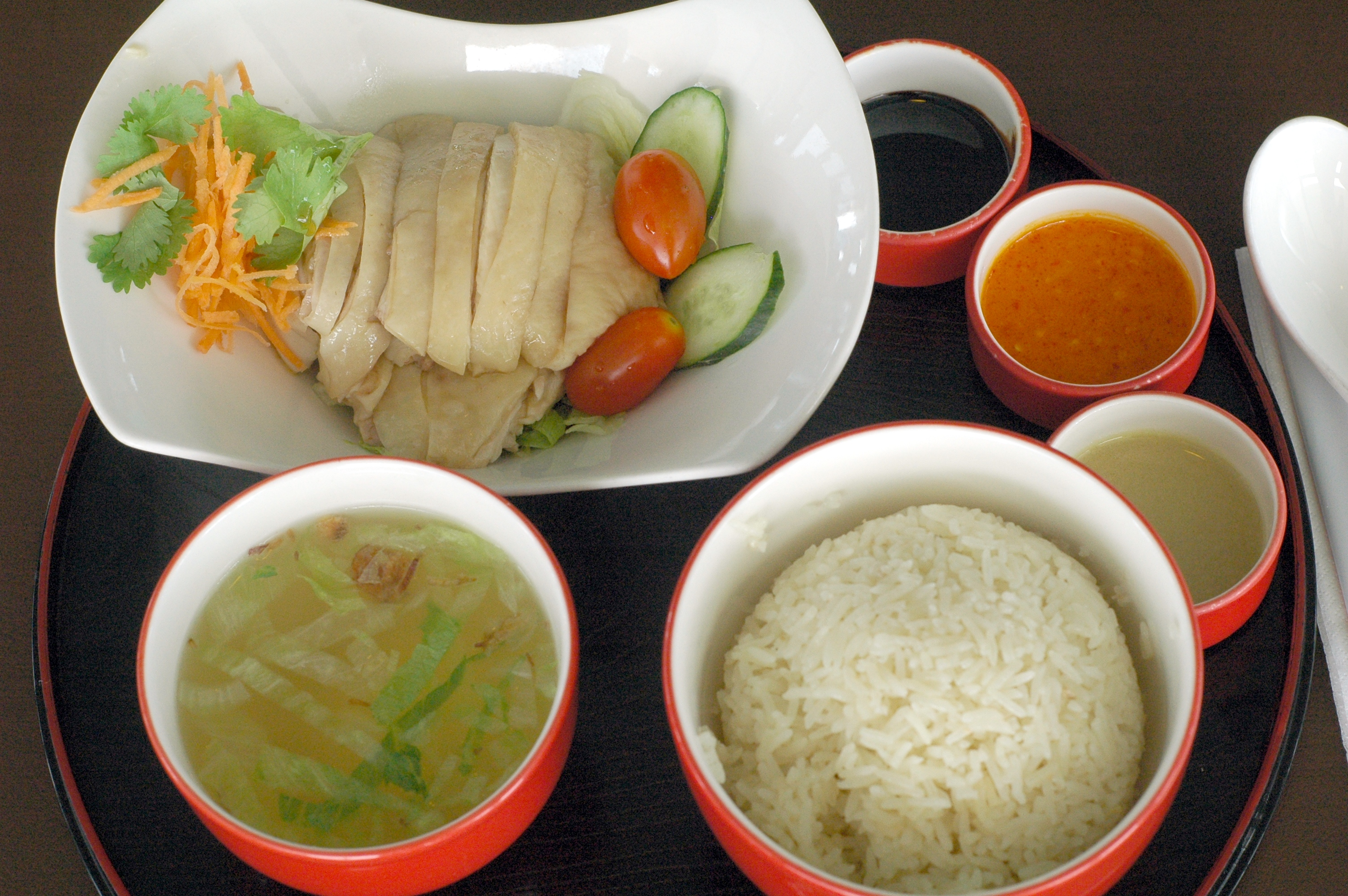
Riso con pollo all'hainanese a Singapore

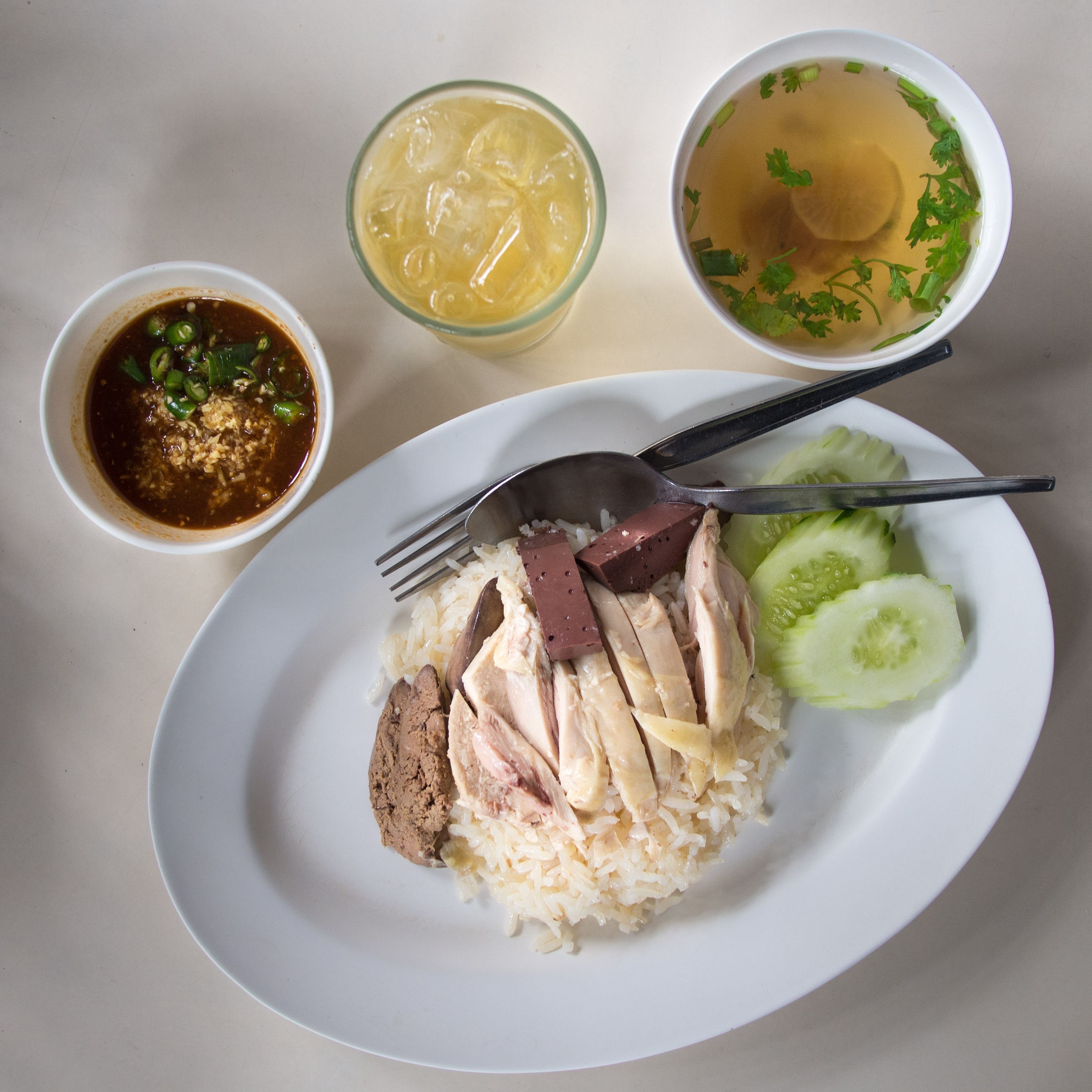
Khao man kai, variante thai del riso con pollo all'hainanese

## Varianti

### Malaysia
In Malaysia, il riso col pollo (nasi ayam in lingua malese) è un alimento di base per la popolazione ed è particolarmente diffuso come cibo da strada, in particolare nella zona di Ipoh dove vive una folta comunità di immigrati hainanesi. L'espressione nasi ayam si riferisce a diverse varianti che comprendono pollo arrosto, fritto o alla griglia, possono essere servite con vari tipi di salsa, il riso può essere al vapore o untuoso ed essere accompagnato con brodo o anche con frattaglie di pollo. Nella zona di Malacca e Muar, il riso viene servito al vapore e con la forma di una palla da golf ad accompagnare il pollo, e il piatto prende il nome di palle di riso con pollo.

### Singapore
A Singapore il piatto si mangia tutti i giorni, i banchetti degli ambulanti che lo vendono si trovano ovunque ed è molto diffuso anche nei ristoranti e negli alberghi. Viene servito con riso condito, salsa al peperoncino e di solito con un contorno di cetriolo fresco. Il pollo viene preparato secondo i metodi tradizionali hainanesi, viene bollito per utilizzarne anche il brodo, a fine cottura viene immerso nel ghiaccio per assicurarsi che resti tenero e per rendere la pelle gelatinosa e viene quindi appeso ad asciugarsi. Il grasso del pollo viene rimosso e una parte viene usata insieme a zenzero, aglio e foglie di pandano nella preparazione del riso, che a fine cottura risulta untuoso e aromatizzato. Nella cucina di Singapore, la parte più importante del piatto è il riso. Viene servito in tavola accompagnato da una salsa di peperoncino rosso, aglio e zenzero sminuzzati e posti in salsa di soia scura. Il pollo viene condito con salsa di soia chiara, olio di sesamo e cetriolo fatto bollire nel brodo di pollo, e viene servito a temperatura ambiente.

### Thailandia
Il riso con pollo all'hainanese è molto popolare anche nella cucina thailandese e prende il nome khao man kai (in thailandese ข้าวมันไก่, letteralmente "riso unto di grasso con pollo". Il khao man kai non è tra i piatti thai più popolari all'estero ma è uno dei piatti preferiti in Thailandia, dove è uno dei più diffusi cibi da strada. Risulta più magro e gustoso quando viene preparato con polli ruspanti locali, e l'ideale sarebbe usare cappone proveniente da allevamento organico. Anche in Thailandia si usa mettere il pollo appena bollito in acqua fredda. Viene utilizzato riso a grano lungo sciacquato più volte per togliere l'amido, viene quindi mischiato a un liquido freddo composto da acqua, sale e dal grasso di risulta della cottura del pollo e il tutto viene messo a bollire con eventuali altri vegetali a piacere, come aglio, zenzero e radici di coriandolo. La salsa di accompagnamento è più piccante di quella hainanese e si ottiene mischiando con un frullatore salsa di semi fermentati di soia gialla (che si trova già pronta in commercio) salsa di soia, peperoncino thai fresco, zenzero, aglio, aceto e zucchero. Vengono serviti inoltre a parte cetriolo, coriandolo e una tazza di brodo di pollo con sale o salsa di pesce, preparato assieme a fette di vegetali, spesso con daikon.

### Vietnam
In Vietnam il piatto è conosciuto come cơm gà Hải Nam. Gli ingredienti utilizzati, oltre al pollo e al riso, sono zenzero, cipolla, olio di sesamo per la cottura del riso. Olio di sesamo, sale, aglio tritato per la cottura del pollo. Succo di limone, zucchero, salsa al peperoncino, aglio, zenzero e sale per la salsa. Si serve con brodo di pollo e come decorazione cetrioli e coriandolo.

### Stati Uniti
Associato normalmente alla cucina singaporiana, il piatto si trova anche in alcuni ristoranti degli Stati Uniti, dove viene talvolta chiamato "riso con pollo di Singapore".